# Слепцово (Рославльский район)
Слепцово — деревня в Рославльском районе Смоленской области России. Входит в состав Епишевского сельского поселения. Население — 12 жителей (2007 год). 
Расположена в южной части области в 27 км к юго-востоку от Рославля, в 5 км южнее автодороги А141 Орёл — Витебск, на берегу реки Пет. В 9 км северо-восточнее деревни расположена железнодорожная станция Пригорье на линии Рославль — Брянск. 

## История
В годы Великой Отечественной войны деревня была оккупирована гитлеровскими войсками в августе 1941 года, освобождена в сентябре 1943 года.